# Побережник аляскинський
Побережник аляскинський, побережник американський (Calidris mauri) — невеликий прибережний птах родини баранцевих (Scolopacidae), що гніздиться у східному Сибіру та на Алясці та узимку мігрує до обох узбережжів Північної та Південної Америки.